# La Guitarra, Guerrero
La Guitarra är en ort i Mexiko.   Den ligger i kommunen General Heliodoro Castillo och delstaten Guerrero, i den södra delen av landet, 240 km söder om huvudstaden Mexico City. La Guitarra ligger 2 558 meter över havet och antalet invånare är 140.
Terrängen runt La Guitarra är bergig åt sydväst, men åt nordost är den kuperad. Runt La Guitarra är det ganska glesbefolkat, med 23 invånare per kvadratkilometer. Närmaste större samhälle är El Frío, 10,2 km nordväst om La Guitarra. I omgivningarna runt La Guitarra växer i huvudsak blandskog.